# Elecciones estatales de Jalisco de 1995
Las Elecciones Estatales de Jalisco de 1995 se llevaron a cabo el domingo 12 de febrero de 1995, y en ellas fueron renovados los titulares de los siguientes cargos de elección popular del estado mexicano de Jalisco:
- Gobernador de Jalisco. Titular del Poder Ejecutivo del estado, electo para un periodo de seis años no reelegibles en ningún caso. El candidato electo fue Alberto Cárdenas Jiménez.
- 124 Ayuntamientos. Formados por un Presidente Municipal y regidores, electos para un periodo de tres años, no reelegibles de manera consecutiva.
- 40 Diputados al Congreso del Estado. 20 elegidos por mayoría relativa en cada uno de los distritos electorales y 20 electos por el principio de representación proporcional mediante un sistema de listas.

Fueron las primeras elecciones que dieron el triunfo a un candidato diferente al del PRI en el estado de Jalisco.

## Resultados electorales

### Gobernador
|  | 52.74 % |

|  | 37.11 % |

|  | 3.99 % |

|  | 0.90 % |

|  | 0.84 % |

|  | 0.62 % |

|  | 0.57 % |

|  | 0.50 % |

|  | 0.27 % |

|  | 0.23 % |

|  | 97.70 % |

|  | 2.30 % |

### Ayuntamientos

#### Ayuntamiento de Guadalajara
- César Luis Coll Carabias  Hecho
- Ismael Orozco Loreto

| Partido | Partido                                                  | Municipios |
| ------- | -------------------------------------------------------- | ---------- |
|         | Partido Acción Nacional                                  | 52         |
|         | Partido Revolucionario Institucional                     | 65         |
|         | Partido Popular Socialista                               | 0          |
|         | Partido de la Revolución Democrática                     | 3          |
|         | Partido del Frente Cardenista de Reconstrucción Nacional | 1          |
|         | Partido Auténtico de la Revolución Mexicana              | 0          |
|         | Partido Demócrata Mexicano                               | 1          |
|         | Partido del Trabajo                                      | 1          |
|         | Partido Verde Ecologista de México                       | 0          |
|         | Partido del Pueblo Jalisciense                           | 0          |

#### Ayuntamiento de Zapopan
- Daniel Ituarte Reynaud  Hecho

#### Ayuntamiento de Tlaquepaque
- Marcos Rosas Romero  Hecho

#### Ayuntamiento de Ciudad Guzmán
- Rafael Ríos Martínez  Hecho

#### Ayuntamiento de Tonalá
- Felipe Jarero Escobedo  Hecho

#### Ayuntamiento de Lagos de Moreno
- Víctor Manuel Lagos Muñoz  Hecho

### Diputados
| Partido | Partido                                                  | Distritos (Mayoría) | R.P. |
| ------- | -------------------------------------------------------- | ------------------- | ---- |
|         | Partido Acción Nacional                                  |                     |      |
|         | Partido Revolucionario Institucional                     |                     |      |
|         | Partido Popular Socialista                               |                     |      |
|         | Partido de la Revolución Democrática                     |                     |      |
|         | Partido del Frente Cardenista de Reconstrucción Nacional |                     |      |
|         | Partido Auténtico de la Revolución Mexicana              |                     |      |
|         | Partido Demócrata Mexicano                               |                     |      |
|         | Partido del Trabajo                                      |                     |      |
|         | Partido Verde Ecologista de México                       |                     |      |
|         | Partido del Pueblo Jalisciense                           |                     |      |